# Q.beyond Arena
Die q.beyond Arena ist eine Multifunktionsarena in Hamburg. Sie liegt im Stadtteil Bahrenfeld am Altonaer Volkspark in direkter Nachbarschaft zur Barclays Arena und zum Volksparkstadion. Die Arena wurde am 1. November 2008 eröffnet und umfasst eine Eis- sowie eine Ballsporthalle.

## Geschichte
Der Stadt Hamburg fehlte lange eine Eis- und Ballsportarena, die es den Spitzensportlern im Handball und Eishockey, genauso wie jungen Nachwuchstalenten, ermöglichte, professionell zu trainieren. Auch im Breitensportbereich wurde der Ruf nach geeigneten Flächen immer lauter. So wurde 2007 mit dem Bau der Arena begonnen, welche nach 17 Monaten Bauzeit, am 1. November 2008 fertiggestellt wurde. Mit der Arena entstand nördlich der Barclays Arena ein Komplex, der allen Anforderungen für Wettkampfveranstaltungen gerecht wird. Die ECE Projektmanagement übernahm für die Alexander Otto Sportstiftung die Generalplanung und Projektentwicklung für die Arena.
Im Juni 2018 wurde bekannt, dass die Volksbank den Sponsorenvertrag nicht verlängert und die Halle einen neuen Namen bekommen wird. Im Oktober 2020 wurde mit q.beyond ein neuer Sponsor gefunden und die Arena in q.beyond Arena umbenannt. Der Vertrag läuft über zwei Jahre mit einer Option für zwei weitere Jahre.
Nach der Übernahme der Arena durch den Hamburger SV e. V. ist geplant, die Eissporthalle der Arena im Frühjahr 2024 zu schließen, die Eisfläche zu entfernen und diesen Teil der Arena ab Herbst 2024 zu einer barrierefreien Dreifeld-Sporthalle umzubauen.

## Finanzierung und Eigentümer
Ermöglicht wurde das Projekt durch Alexander Otto. Seine Alexander Otto Sportstiftung stellte 15 Mio. Euro für Planung, Bau und Betrieb der Arena zur Verfügung. Sie ist Bauherr, Eigentümer und Vermieter der Arena. Mit den Mieteinnahmen fördert sie den Hamburger Sport. Die Stadt Hamburg unterstützte mit drei Mio. Euro den Bau der Arena und stellte das Grundstück als Erbbaurecht kostenlos zur Verfügung.
Im Dezember 2023 verkündete die Alexander Otto Sportstiftung die Arena an den Hamburger SV e. V verschenken zu wollen, nachdem die laufenden Kosten, insbesondere die Energiekosten, stark gestiegen waren. Die Mitgliederversammlung des Vereins stimmte der Übernahme im Januar 2024 zu.

## Nutzung
Die rund 7.000 m² große Arena umfasst eine Eis- und eine Ballsportfläche sowie mehrere, dazwischen linear angeordnete, zweigeschossige Nebengebäude. Eine zentrale Zugangsachse zur Arena befindet sich höhengleich auf den Dachflächen der Nebengebäude. Vom Parkplatzniveau erreicht man diese Ebene über eine großzügige Treppenanlage, die den Eingang zur Arena darstellt. Die Membran der Außenfassade leuchtet bei Dunkelheit in Blau und Weiß und macht die Arena damit zum größten Lichtkunstbauwerk in Norddeutschland. Der Besucherzugang erfolgt über die Flächen des Parkplatzes „Grau“.
- Die rund 2700 m² große Eissporthalle ermöglicht Eishockey, Eiskunstlauf, Öffentliches Eislaufen, Eisdisco und Eisstockschießen. Sie bietet eine Gesamtkapazität für 600 Personen, davon 300 Sitzplätze auf der fest installierten Tribüne.

- Die Ballsporthalle bietet Trainingsmöglichkeiten für Handball, Basketball und Hallenfußball. Hier liegt die Gesamtkapazität bei 900 Personen, davon 150 Sitzplätze auf den ausziehbaren Tribünen.

Es besteht die Möglichkeit, die beiden Sporthallen für Veranstaltungen zu mieten.
Die Arena verfügt darüber hinaus über eine Sportsbar, Icebar sowie einen Schlittschuhverleih.

## Nutzer
Die Hamburg Freezers und der HSV Hamburg trainierten in der Arena. Sie hatten hier ihre Geschäftsstellen und ihren offiziellen Fanshop.
Damit fanden, neben dem Hamburger SV im Volksparkstadion, auch diese beiden Hamburger Proficlubs ihre Heimat im Volkspark, in unmittelbarer Nähe zu ihrer Wettkampfstätte.
Daneben bietet die Arena nicht nur Trainingsmöglichkeiten für Vereine aus dem Erwachsenen-, Jugend- und Profibereich, sondern auch Eislaufzeiten für die Bevölkerung.
Zum Eisstockschießen wird die Arena von den Vereinen Hamburger EV und dem ESC Klein Nordende aus Schleswig-Holstein genutzt.

## Galerie

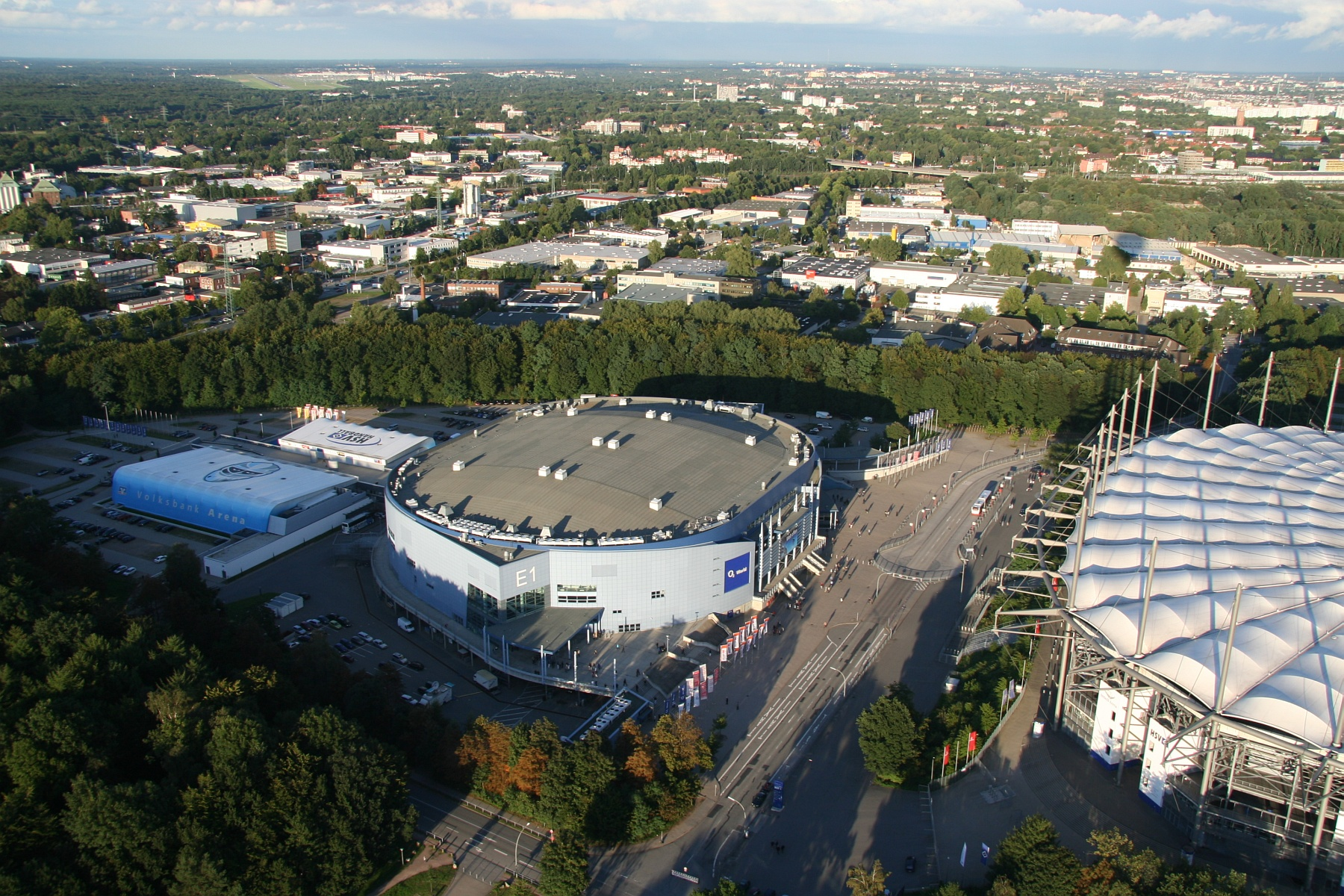
Blick auf das Gelände. Links die q.beyond Arena, in der Mitte die Barclays Arena und rechts im Anschnitt das Volksparkstadion.
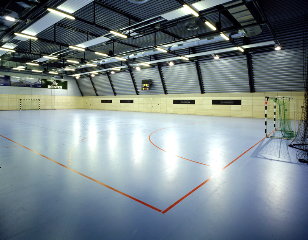
Innenansicht der Ballsporthalle
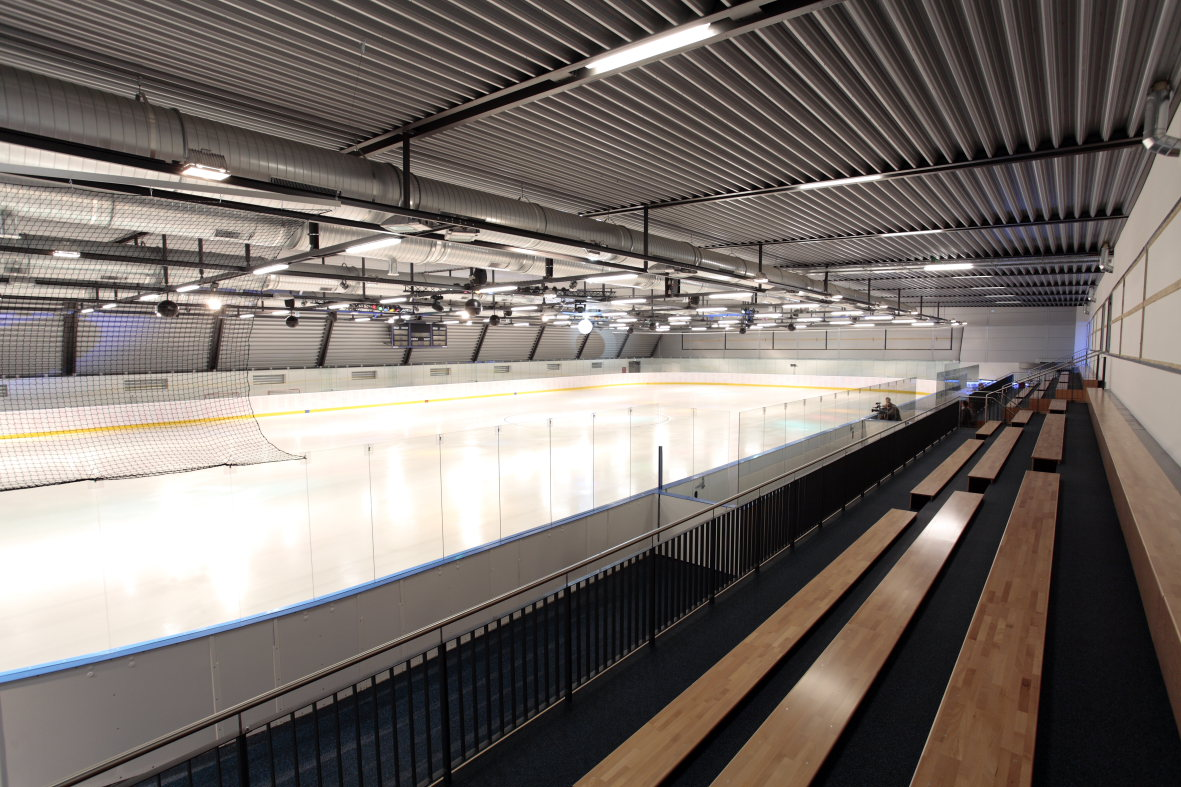
Innenansicht der Eissporthalle